# 布瓦涅维尔
布瓦涅维尔（法語：Boigneville，法語發音：[bwaɲvil] ⓘ）是法国法兰西岛大区埃松省的一个市镇，属于埃夫里区。

## 地理
布瓦涅维尔（48°20'8"N, 2°22'18"E）面积15.8 平方千米，位于法国法蘭西島大區埃松省，该省份为法国北部内陆省份，北起上塞纳省和马恩河谷省，西接厄尔-卢瓦省和伊夫林省，南至卢瓦雷省，东临塞纳-马恩省。
与布瓦涅维尔接壤的市镇（或旧市镇、城区）包括：埃松河畔普吕奈、勒马勒塞布瓦、埃松河畔楠托、比诺博讷沃、尚莫特。

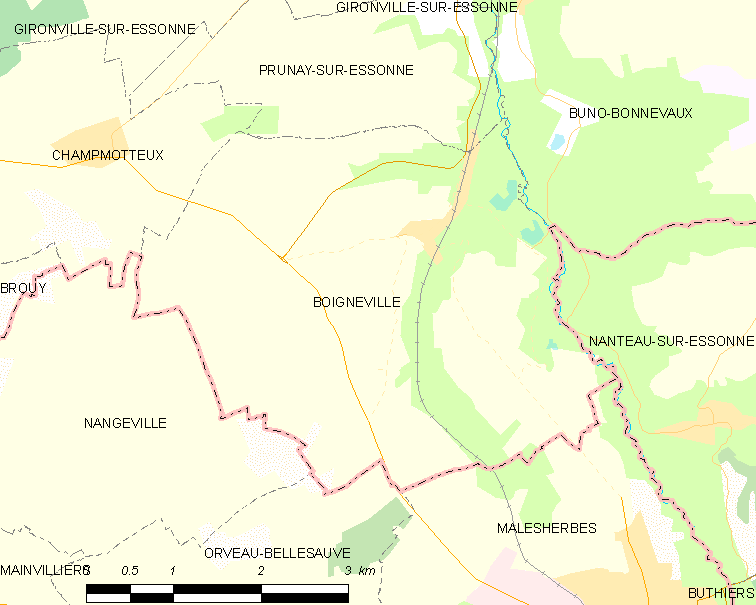
布瓦涅维尔的OSM定位图

布瓦涅维尔的时区为UTC+01:00、UTC+02:00（夏令时）。

## 行政
布瓦涅维尔的邮政编码为91720，INSEE市镇编码为91069。

## 政治
布瓦涅维尔所属的省级选区为梅讷西县。

## 人口

1962-2008年间布瓦涅维尔人口变化图示

布瓦涅维尔于2022年1月1日时的人口数量为376人。